# Chloe Fineman
Chloe Rose Fineman (nacida el 20 de julio de 1988) es una actriz y comediante estadounidense. Se convirtió en una actriz destacada en la serie de comedia de sketches de NBC Saturday Night Live a partir de su temporada número 45 en septiembre de 2019, y fue promovida al estado de repertorio en 2021 al comienzo de la temporada 47.

## Primeros años y educación
Sus padres son la pintora Ellen Gunn y el ejecutivo de biotecnología David Fineman. Tiene dos hermanas: la artista visual Emma y la atleta de CrossFit Alexia (Leka). Su padre es judío y su madre, protestante. Fineman asistió al Campamento Kee Tov, un campamento judío de día en la Congregación Beth El en Berkeley, California.
Fineman asistió a la escuela secundaria Piedmont. Su profesor de actuación la describió como "tan brillante en comedia como en drama". En su penúltimo año, Fineman dirigió la obra Metamorfosis de Mary Zimmerman; en su último año, dirigió Los monólogos de la vagina de Eve Ensler. Interpretó papeles principales en La visita de la anciana dama de Friedrich Dürrenmatt y Crímenes del corazón de Beth Henley. Desde su graduación en 2006, ha regresado a la escuela para dirigir obras de teatro y dar talleres.
Mientras estaba en la escuela secundaria, Fineman imitó a un pavo real en el Late Show with David Letterman después de quedar en segundo lugar en una competencia de canto de pájaros.
Fineman se graduó en 2011 con una licenciatura en Bellas Artes en Actuación del Stella Adler Studio of Acting de la Tisch School of the Arts de la Universidad de Nueva York.

## Carrera

### Inicios
Después de graduarse de la universidad, Fineman se mudó a Los Ángeles, donde actuó en la Sunday Company de la compañía The Groundlings. También actuó en "Characters Welcome" en el Upright Citizens Brigade Theatre. En 2018, fue reconocida como "New Face" en el festival Just for Laughs en Montreal, y fue nominada a Mejor Comediante en los Premios Shorty de 2019. Sus apariciones en televisión incluyen las series Jane the Virgin y Search Party.
Fineman mantiene una presencia en línea conocida en particular por sus imitaciones de celebridades en videos de comedia con cámara frontal. En Instagram, ha publicado imitaciones de celebridades, así como clips de su trabajo en Groundlings y comedia stand-up. En YouTube, ha hecho imitaciones de personajes. En 2018, el crítico de Vulture, Luke Kelly-Clyne, escribió que después de ver a Fineman hacer imitaciones de Meryl Streep y otras, "Como descubrí, ese toque extra de genio que posee, esa cosa intangible que convierte una buena impresión en una gran impresión, tiene sus raíces en su capacidad de crear personajes completamente originales que se sienten tan reales como cualquiera que hayas conocido", y concluyó: "Chloe Fineman es absolutamente una de las nuevas artistas más talentosas en este momento, y ya debería haberse tomado un descanso". Fineman es bien conocida por sus imitaciones de celebridades, algunas de ellas son: Drew Barrymore, Meryl Streep, Nicole Kidman, Reese Witherspoon, Britney Spears, Timothée Chalamet, Julianne Moore, Miley Cyrus, JoJo Siwa, Shia LaBeouf, Kim Cattrall y Jennifer Coolidge.

### Saturday Night Live
La incorporación de Fineman al elenco de Saturday Night Live, el programa de comedia de sketches de larga duración de la NBC, para la temporada 44 se anunció el 12 de septiembre de 2019, junto con las incorporaciones de Bowen Yang y Shane Gillis. Junto a Yang y Heidi Gardner, Fineman fue citada como la mejor intérprete de la temporada por Andy Hoglund en Entertainment Weekly. Su ascenso al estatus de repertorio se anunció el 27 de septiembre de 2021, poco antes de que comenzara la 47.ª temporada del programa.
En 2021, Fineman interpretó a Sylvia Plath en la serie Dickinson de Apple TV+. En 2022, interpretó un papel cómico secundario como Natalie Vance, organizadora de bodas, en la comedia romántica Father of the Bride, y ese mismo año interpretó a Marion Davies en la película Babylon, dirigida por Damien Chazelle. En 2024, apareció en la película de ciencia ficción Megalopolis de Francis Ford Coppola, interpretando a Clodia Pulcher. Coppola la eligió tras verla en una obra de teatro de 2019 donde imitó a Melania Trump en una videollamada con Ivana Trump. Posteriormente, protagonizó la película de comedia Summer of 69, estrenada en Hulu en 2025.
Fineman ha sido la portavoz de NÜTRL Vodka Seltzer de Anheuser-Busch desde 2023. Aparece en sus anuncios televisivos como la excéntrica sommelier de vodka seltzer, Günter.

## Filmografía
| Cine | Cine                    | Cine               | Cine          |
| Año  | Título                  | Rol                | Notas         |
| ---- | ----------------------- | ------------------ | ------------- |
| 2022 | Home Team               | Emily              |               |
| 2022 | Father of the Bride     | Natalie Vance      |               |
| 2022 | White Noise             | Técnica de Simuvac |               |
| 2022 | Babylon                 | Marion Davies      |               |
| 2023 | Baby Shark's Big Movie! | Lannie             | Voz           |
| 2024 | Megalopolis             | Clodia Pulcher     |               |
| 2024 | Despicable Me 4         | Patsy Prescott     | Voz           |
| 2025 | Summer of 69            | Santa Mónica       |               |
| 2025 | Freakier Friday         | TBA                | Posproducción |
| TBA  | The Dink                | TBA                | Filmando      |
| TBA  | Love Language           | TBA                | Filmando      |

| Televisión    | Televisión                                   | Televisión                     | Televisión                                               |
| Año           | Título                                       | Rol                            | Notas                                                    |
| ------------- | -------------------------------------------- | ------------------------------ | -------------------------------------------------------- |
| 2018          | Mozart in the Jungle                         | Fanny Mendelssohn              | Episodio: «An Honest Ghost»                              |
| 2018          | Grown-ish                                    | Camarera 1                     | Episodio: «It's Hard Out Here for a Pimp»                |
| 2018          | Jane the Virgin                              | Asistente                      | Episodio: «Chapter Seventy-Seven»                        |
| 2019–presente | Saturday Night Live                          | Varios personajes              | Elenco principal (108 episodios)                         |
| 2020          | High Fidelity                                | Clara                          | Episodio: «Good Luck and Goodbye»                        |
| 2020–2021     | Search Party                                 | Charlie Reeny                  | 6 episodios (Temporadas 3-4)                             |
| 2021          | Cinema Toast                                 | Holly                          | Voz; Episodio: «One Gay Wedding and a Thousand Funerals» |
| 2021          | Awkwafina Is Nora from Queens                | Greta                          | Episodio: «Stop! Nora Time»                              |
| 2021          | Dickinson                                    | Sylvia Plath                   | Episodio: «The Future Never Spoke»                       |
| 2021–2023     | Big Mouth                                    | Leah Birch / Varios personajes | Voz (16 episodios)                                       |
| 2023          | Is It Cake?                                  | Ella misma / Jueza             | Episodio: «Cake University»                              |
| 2023          | Twisted Metal                                | "Bloody" Mary                  | Episodio: «NUTH0UZ»                                      |
| 2024          | Baby Shark's Big Show!                       | Lannie                         | Voz (3 episodios)                                        |
| 2024          | The Simpsons                                 | Tasha                          | Voz; Episodio: «The Yellow Lotus»                        |
| 2024          | Laid                                         | Chelsea                        | 2 episodios (Temporada 1)                                |
| 2025          | SNL50: The Homecoming Concert                | Ella misma                     | Especial de televisión                                   |
| 2025          | Saturday Night Live 50th Anniversary Special | Varios personajes              | Especial de televisión                                   |

| Teatro    | Teatro                    | Teatro     | Teatro                     | Teatro                             | Teatro |
| Año       | Título                    | Rol        | Dramaturgo(s)              | Teatro                             | Ref.   |
| --------- | ------------------------- | ---------- | -------------------------- | ---------------------------------- | ------ |
| 2024      | Gutenberg! The Musical!   | Productora | Scott Brown y Anthony King | James Earl Jones Theatre, Broadway | [ 30 ] |
| 2024–2025 | All In: Comedy About Love | Intérprete | Simon Rich                 | Hudson Theatre, Broadway           | [ 31 ] |